# Chris Sawyer
Christopher Sawyer (meglio conosciuto come Chris Sawyer; Dunblane, 27 ottobre 1967) è un autore di videogiochi britannico.
Tra le sue opere più celebri si possono ricordare RollerCoaster Tycoon e Transport Tycoon.
Prima di programmare su PC, Chris Sawyer ha iniziato la carriera sviluppando giochi su Amstrad e Memotech.
Su PC ha partecipato alle conversioni di giochi come Virus (1989), Campaign (1992), Birds of Prey (1992), Dino Dini's Goal (1993), Frontier: Elite II (1993).

## Le simulazioni
Lo sviluppatore scozzese realizza il suo primo gioco nel 1994, la simulazione gestionale Transport Tycoon, che si rivela un successo e un anno dopo viene ripubblicata in versione Deluxe. Inizia a progettare il seguito, ma la sua passione per le montagne russe nata dopo un viaggio tra Europa e Stati Uniti lo porta a sviluppare un nuovo gioco sullo stesso filone, RollerCoaster Tycoon, pubblicato nel 1999, che pure si rivela un altro successo, tanto da far guadagnare all'autore 30 milioni di dollari sui 180 incassati dalla MicroProse per la vendita di tale gioco. Quattro anni dopo arriva il seguito, RollerCoaster Tycoon 2, che non si discosta troppo dal primo se non per qualche miglioramento grafico e l'aggiunta di nuove attrazioni. Nel 2004, lo scozzese mette in commercio Chris Sawyer's Locomotion, seguito ideale del suo primo gioco. Una delle case presenti in Transport Tycoon è quella in cui Chris abitava mentre scriveva il gioco. Molti dei palazzi raffigurati nel gioco esistono veramente e si trovano a Glasgow, Scozia, città dello sviluppatore.

## Lavori
| Anno | Titolo                        | Distributore               |
| ---- | ----------------------------- | -------------------------- |
| 1988 | Virus                         | Firebird Software          |
| 1989 | Revenge of Defender           | Epyx                       |
| 1990 | Xenomorph                     | Pandora                    |
| 1990 | Conqueror                     | Rainbow Arts Software GmbH |
| 1991 | Elite Plus                    | Microplay Software         |
| 1992 | Campaign                      | Empire Interactive         |
| 1992 | Birds of Prey                 | Electronic Arts            |
| 1993 | Goal!                         | Virgin Games               |
| 1993 | Frontier: Elite II            | GameTek, Konami            |
| 1994 | Transport Tycoon              | MicroProse                 |
| 1994 | Dino Dini's Soccer            | Virgin Interactive         |
| 1995 | Transport Tycoon World Editor | MicroProse                 |
| 1995 | Transport Tycoon Deluxe       | MicroProse                 |
| 1995 | Frontier: First Encounters    | GameTek                    |
| 1999 | RollerCoaster Tycoon          | Hasbro Interactive         |
| 2002 | RollerCoaster Tycoon 2        | Infogrames                 |
| 2004 | RollerCoaster Tycoon 3        | Atari                      |
| 2004 | Chris Sawyer's Locomotion     | Atari                      |
| 2013 | Transport Tycoon              | 31X                        |
| 2016 | RollerCoaster Tycoon Classic  | Atari                      |